# Championnat de Cuba de football 2015
Navigation
Saison précédente Saison suivante
La saison 2015 du Campeonato Nacional de Fútbol est la centième édition du championnat de Cuba de football. 
Les dix formations engagées sont regroupées au sein d'une poule unique où elles s'affrontent deux fois, à domicile et à l'extérieur. En fin de saison, les deux derniers du classement sont relégués et remplacés par les deux meilleures formations du Torneo de Ascenso.
C'est le CF Camagüey qui remporte la compétition cette saison, et ce pour la première fois de son histoire. Cela faisait 38 ans qu'un représentant de la province de Camagüey n'avait plus remporté le championnat, depuis la lointaine victoire du Granjeros en 1977.

## Les clubs participants
- CF Camagüey
- FC Ciego de Ávila
- FC Cienfuegos
- FC Guantánamo
- FC Isla de la Juventud
- FC La Habana
- FC Las Tunas
- FC Sancti Spíritus
- FC Santiago de Cuba
- FC Villa Clara

## Compétition

### Classement
| Rang | Équipe                 | Pts | J  | G  | N | P  | Bp | Bc | Diff |
| ---- | ---------------------- | --- | -- | -- | - | -- | -- | -- | ---- |
| 1    | CF Camagüey            | 40  | 17 | 13 | 1 | 3  | 29 | 14 | +15  |
| 2    | FC Cienfuegos          | 28  | 18 | 7  | 7 | 4  | 19 | 12 | +7   |
| 3    | FC La Habana           | 26  | 18 | 6  | 8 | 4  | 20 | 18 | +2   |
| 4    | FC Villa Clara         | 25  | 18 | 7  | 4 | 7  | 30 | 19 | +11  |
| 5    | FC Santiago de Cuba    | 24  | 18 | 6  | 6 | 6  | 17 | 14 | +3   |
| 6    | FC Guantánamo          | 24  | 18 | 6  | 6 | 6  | 16 | 16 | 0    |
| 7    | FC Ciego de Ávila T    | 23  | 18 | 6  | 5 | 7  | 28 | 23 | +5   |
| 8    | FC Las Tunas           | 21  | 18 | 5  | 6 | 7  | 18 | 34 | -16  |
| 9    | FC Sancti Spíritus     | 16  | 18 | 4  | 4 | 10 | 17 | 30 | -13  |
| 10   | FC Isla de la Juventud | 15  | 17 | 4  | 3 | 10 | 12 | 26 | -14  |

|  | Champion de Cuba 2015           |
|  | Relégation en Torneo de Ascenso |
|  | T : Tenant du titre             |

### Torneo de Ascenso 2016
Disputé en janvier 2016 avec deux poules de 4 équipes dont les vainqueurs sont promus ou restent en première division selon le cas.
Llave A
(Bayamo et Jiguaní, Province de Granma)
- Vainqueur : CF Granma (promu)
- Autres participants : FC Sancti Spíritus (relégué), FC Holguín, FC Mayabeque

Llave B
(San Cristóbal, Province de Pinar del Río)
- FC Isla de la Juventud (se maintient en première division)
- Autres participants : FC Artemisa, FC Matanzas, FC Pinar del Río

## Bilan de la saison
| Championnat de Cuba de football 2015 |                                                            |
| Champion                             | CF Camagüey (1er titre)                                    |
| Qualifications continentales         |                                                            |
| CFU Club Championship 2016           | Aucun                                                      |
| Promotions et relégations            |                                                            |
| Promus en Campeonato Nacional        | CF Granma                                                  |
| Promus en Campeonato Nacional        | FC Isla de la Juventud (se maintient en première division) |
| Relégués en Torneo de Ascenso        | FC Sancti Spíritus                                         |